# Welsh Cup 1888-89
Welsh Cup 1888–89 var den 12. udgave af Welsh Cup, og turneringen havde deltagelse af 24 hold. Finalen blev afviklet den 22. april 1889 på Racecourse Ground i Wrexham, hvor Bangor FC vandt 2-1 over Northwich Victoria FC. Dermed sikrede Bangor FC sig sin første triumf i Welsh Cup.

## Resultater

### Første runde
24 hold spillede om 13 pladser i anden runde. To hold, Davenham FC og Vale of Llangollen FC, var oversiddere og gik derfor videre til anden runde uden kamp.
| Dato   | Kamp                                           | Res. | Spillested |
| ------ | ---------------------------------------------- | ---- | ---------- |
|        | Holywell FC – Ruthin FC                        | 2–4  |            |
|        | St. Asaph FC – Bangor FC                       | 0–7  |            |
|        | Mold FC – Portmadoc FC                         | 3–0  | Corwen     |
|        | Builth FC – Chirk AAA FC                       | 1–8  | Knighton   |
|        | Oswestry FC – Newtown Royal Welsh Warehouse FC | 1–0  |            |
|        | Llangollen Rovers FC – Alyn White Stars FC     | 5–4  |            |
|        | Druids FC – Wrexham AFC                        | 2–2  |            |
|        | Rhostyllen Victoria FC – Corwen FC             | 8–1  |            |
|        | Nantwich FC – Crewe Alexandra FC               | w.o. |            |
|        | Over Wanderers FC – Northwich Victoria FC      | 1–2  |            |
|        | Chester St. Oswald's FC – Crewe Athletic FC    | 5–1  |            |
| Omkamp |                                                |      |            |
|        | Wrexham AFC – Druids FC                        | 2–1  |            |

### Anden runde
Tretten hold spillede om syv ledige pladser i kvartfinalerne. Bangor FC var oversidder og gik derfor videre til kvartfinalerne uden kamp.
| Dato         | Kamp                                            | Res.   | Spillested |
| ------------ | ----------------------------------------------- | ------ | ---------- |
|              | Ruthin FC – Mold FC                             | [0]9–0 |            |
|              | Chirk AAA FC – Oswestry FC                      | w.o.   |            |
|              | Wrexham AFC – Alyn White Stars                  | [0]4–1 |            |
|              | Rhostyllen Victoria FC – Vale of Llangollen     | 3–3    |            |
|              | Davenham FC – Nantwich FC                       | 2–2    |            |
|              | Northwich Victoria FC – Chester St. Oswald's FC | 2–1    |            |
| Omkampe      |                                                 |        |            |
|              | Ruthin FC – Mold FC                             | 3–0    | St. Asaph  |
|              | Wrexham AFC – Alyn White Stars                  | 4–1    |            |
|              | Rhostyllen Victoria FC – Vale of Llangollen     | 2–1    |            |
|              | Davenham FC – Nantwich FC                       | [0]2–3 |            |
| Anden omkamp |                                                 |        |            |
|              | Davenham FC – Nantwich FC                       | 5–1    |            |

### Kvartfinaler
Syv hold spillede om fire ledige pladser i semifinalerne. Chirk AAA FC var oversidder og gik derfor videre til semifinalerne uden kamp.
| Dato    | Kamp                                 | Res.   | Spillested |
| ------- | ------------------------------------ | ------ | ---------- |
|         | Ruthin FC – Bangor FC                | 1–4    |            |
|         | Wrexham AFC – Rhostyllen Victoria FC | [0]1–0 |            |
|         | Davenham FC – Northwich Victoria     | 0–0    |            |
| Omkampe |                                      |        |            |
|         | Wrexham AFC – Rhostyllen Victoria FC | 4–0    |            |
|         | Davenham FC – Northwich Victoria     | 4–3    |            |

### Semifinaler
| Dato    | Kamp                                 | Res. | Spillested |
| ------- | ------------------------------------ | ---- | ---------- |
|         | Wrexham AFC – Bangor FC              | 2–3  | Chester    |
|         | Chirk AAA FC – Northwich Victoria FC | 1–1  | Chester    |
| Omkampe |                                      |      |            |
|         | Chirk AAA FC – Northwich Victoria FC | 3–2  | Chester    |

### Finale
| Dato  | Kamp                              | Res. | Tilskuere | Spillested                 |
| ----- | --------------------------------- | ---- | --------- | -------------------------- |
| 22.4. | Bangor FC – Northwich Victoria FC | 2–1  | 4.000     | Racecourse Ground, Wrexham |